# Ceutholopha
Ceutholopha is een geslacht van vlinders van de familie snuitmotten (Pyralidae), uit de onderfamilie Phycitinae.

## Soorten
- C. isidis (Zeller, 1867)
- C. petalocosma (Meyrick, 1882)